# Welcome to the Future
Welcome to the Future was een muziekfestival dat jaarlijks werd georganiseerd in recreatiegebied Het Twiske bij Landsmeer en Oostzaan in de provincie Noord-Holland. In 2007 werd het festival voor de eerste keer georganiseerd. In 2022 was de laatste editie omdat Welcome to the Future niet kan voldoen aan de milieu-eisen die in Natura 2000-gebied Het Twiske worden gesteld. Organisator, muzikant en voormalig popjournalist Gert van Veen begrijpt het niet. Hij heeft met groot verdriet afscheid moeten nemen van zijn house- en technofestival dat jaarlijks 25.000 bezoekers trok.

In 2015 is de 9e editie van Welcome to the future afgelast in verband met de storm van 25 juli 2015 .

## Awards
Sinds 2012 is het festival beloond met een A Greener Festival award, sinds 2014 met hun hoogste rating.

## Line up
| Jaar | Datum                    | Headliners |
| ---- | ------------------------ | --- |
| 2022 | Zaterdag 23 juli 2022    | |
| 2019 | Zaterdag 20 juli 2019    | Adriatique, Sven Väth, Rødhåd, Chris Liebing, Carl Craig, ANNA,                                                                            |
| 2018 | Zaterdag 21 juli 2018    | Joris Vroon, Green Velvet, Pan-Pot, Chris Liebing, Agoria, Charlotte de Witte, Hot Since 82, Dax J                                         |
| 2017 | Zaterdag 22 juli 2017    | Chris Liebing, Dave Clarke, Seth Troxler, Loco Dice, Kölsch, De Sluwe Vos, Kerri Chandler                                                  |
| 2016 | Zaterdag 23 juli 2016    | Pan-Pot, Chris Liebing, Len Faki, Paco Osuna, The Martinez Brothers, Andhim, Paul Ritch (live)                                             |
| 2015 | Zaterdag 25 juli 2015    | Seth Troxler, Pan-Pot, Len Faki, Chris Liebing, DJ Sneak, Hot Since 82, Gabriel Ananda (live), Detroit Swindle                             |
| 2014 | Zaterdag 26 juli 2014    | Loco Dice, Ricardo Villalobos, Chris Liebing, Planetary Assault Systems (live), Rødhåd, Groove Armada, Mathew Jonson (live), Kölsch (live) |
| 2013 | Zaterdag 27 juli 2013    | Ricardo Villalobos, Dubfire, Solomun, Maceo Plex, Joris Voorn, Kevin Saunderson, Nic Fanciulli, Karotte, Robert Hood (live), Kink! (live)  |
| 2012 | Zaterdag 28 juli 2012    | Josh Wink b2b Steve Bug, Carl Craig, Surgeon (live), Dennis Ferrer, 2000 and One b2b Daniel Sanchez, Derrick May, DVS1                     |
| 2011 | Zaterdag 6 augustus 2011 | Nina Kraviz, Ben Klock, Joris Voorn b2b Nic Fanciulli, Slam (live), Secret Cinema, Seth Troxler                                            |
| 2010 | Zaterdag 7 augustus 2010 | Marco Carola, Joris Voorn, Chris Liebing, Cari Lekebusch, Paul Ritch, Monika Kruse, Pan-Pot, Paco Osuna                                    |
| 2009 | Zaterdag 1 augustus 2009 | Loco Dice, Ben Sims, Onur Ozer, Guy Gerber, Gregor Tresher, Secret Cinema                                                                  |
| 2008 | Zaterdag 2 augustus 2008 | Luciano, 2000 and One, Karotte, Mark Houle (live), Matthias Tanzmann, Benny Rodrigues                                                      |
| 2007 | Zaterdag 4 augustus 2007 | Paul Kalkbrenner, Chris Liebing, Derrick May, Mathew Jonson, Karotte, Speedy J, Technasia (live), Quazar (live)                            |